# 尹凤 (明朝宦官)
尹凤（？年—？年），朝鲜瑞兴郡人，洪熙时期的尚膳监左少监。

## 生平
洪武年间，被朝鲜送入宫廷。
永乐四年（1406年），跟随昌盛出使朝鲜。
永乐五年（1407年），跟随韩木帖儿出使朝鲜。
永乐七年（1409年），跟随黄俨、海寿出使朝鲜，曾请朝鲜国王李芳远给他家族中的男性授予官职。
洪熙元年（1425年），任尚膳监左少监出使朝鲜，曾请朝鲜国王李祹提升家乡瑞兴郡为都护府，并请赐予田地、住宅。
宣德元年（1426年），出使朝鲜。
宣德三年（1428年），出使朝鲜。
宣德四年（1429年），出使朝鲜，曾请朝鲜国王李祹赏赐大量物品。
宣德五年（1430年），跟随昌盛出使朝鲜。
宣德六年（1431年），出使朝鲜，索取海东青等。
宣德七年（1432年），出使朝鲜，强收耕牛六千只。
景泰元年（1450年），与郑善出使朝鲜，册封继位的李珦为国王，世孙李弘暐为王世子，曾请朝鲜国王赏赐大量土特产、奴婢、田舍。
景泰七年（1456年），出使朝鲜，挑选宦官入宫。
天顺元年（1457年），夺门之变，明英宗朱祁镇恢复帝位。
成化四年（1468年），在朝鲜与出使朝鲜的姜玉、金辅会面。

## 亲属
- 尹重富（弟弟）
- 尹寿（养子）
- 尹顺（养子）